# Kerkom-bij-Sint-Truiden
Kerkom-bij-Sint-Truiden (ook wel kortweg Kerkom) is een deelgemeente van Sint-Truiden, in het zuiden van de Belgische provincie Limburg, het was een zelfstandige gemeente tot aan de gemeentelijke herindeling van 1971.

## Etymologie
Kerkom-bij-Sint-Truiden werd voor het eerst vermeld in 1065 als Kyreheim, van het Germaans "kirika" (kerk) en "haima" (huis). Het achtervoegsel bij-Sint-Truiden werd toegevoegd in 1934 om het te onderscheiden van Kerkom in Vlaams-Brabant.

## Geschiedenis
Kerkom was een heerlijkheid binnen het Graafschap Loon. Vanaf het vierde kwart van de 14e eeuw tot 1675 was het in bezit van de familie Van Alsteren, ook als Van Hamel aangeduid. Daarna achtereenvolgens van de families Henrix, Everarts en De Seroots, en van 1707-1776 van de familie Van Schoor. In 1776 werd het geërfd door de familie De Bormans d'Hasselbroeck.
De parochie van Kerkom bestaat sinds de 12e eeuw als zelfstandige eenheid. Daarvoor was ze onderhorig aan de parochie van Velm. Het patronaatsrecht berustte beurtelings bij de Abdij van Sint-Truiden en bij het Sint-Lambertuskapittel te Luik.
In 1853 werd de weg tussen Hannuit en Sint-Truiden, met kassei bestraat, aangelegd.
Kerkom-bij-Sint-Truiden was een zelfstandige gemeente tot 1971 toen ze bij de gemeente Borlo werd gevoegd. In 1977 deed Borlo terug afstand van Kerkom-bij-Sint-Truiden en werd het dorp een deelgemeente van Sint-Truiden.

## Bezienswaardigheden
- De neoclassicistische Sint-Martinuskerk uit 1885 met ommuurd kerkhof. De kerk brandde af in 1975 waarbij enkel de buitenmuren overeind bleven staan. Er werd een nieuwe kerk gebouwd op dezelfde plaats als de oude.
- De Kapel van de Bruine-Lieve-Vrouw uit ca. 1705 is een lokaal bedevaartsoord. Aan het Mariabeeldje in de kapel worden mirakuleuze eigenschappen toegeschreven.[2]
- Kasteel van Kerkom of Alstergoed
- Wit Kasteel
- Dorpsmolen van Kerkom, een watermolen op de Cicindriabeek
- Brouwerij Kerkom, uit 1878

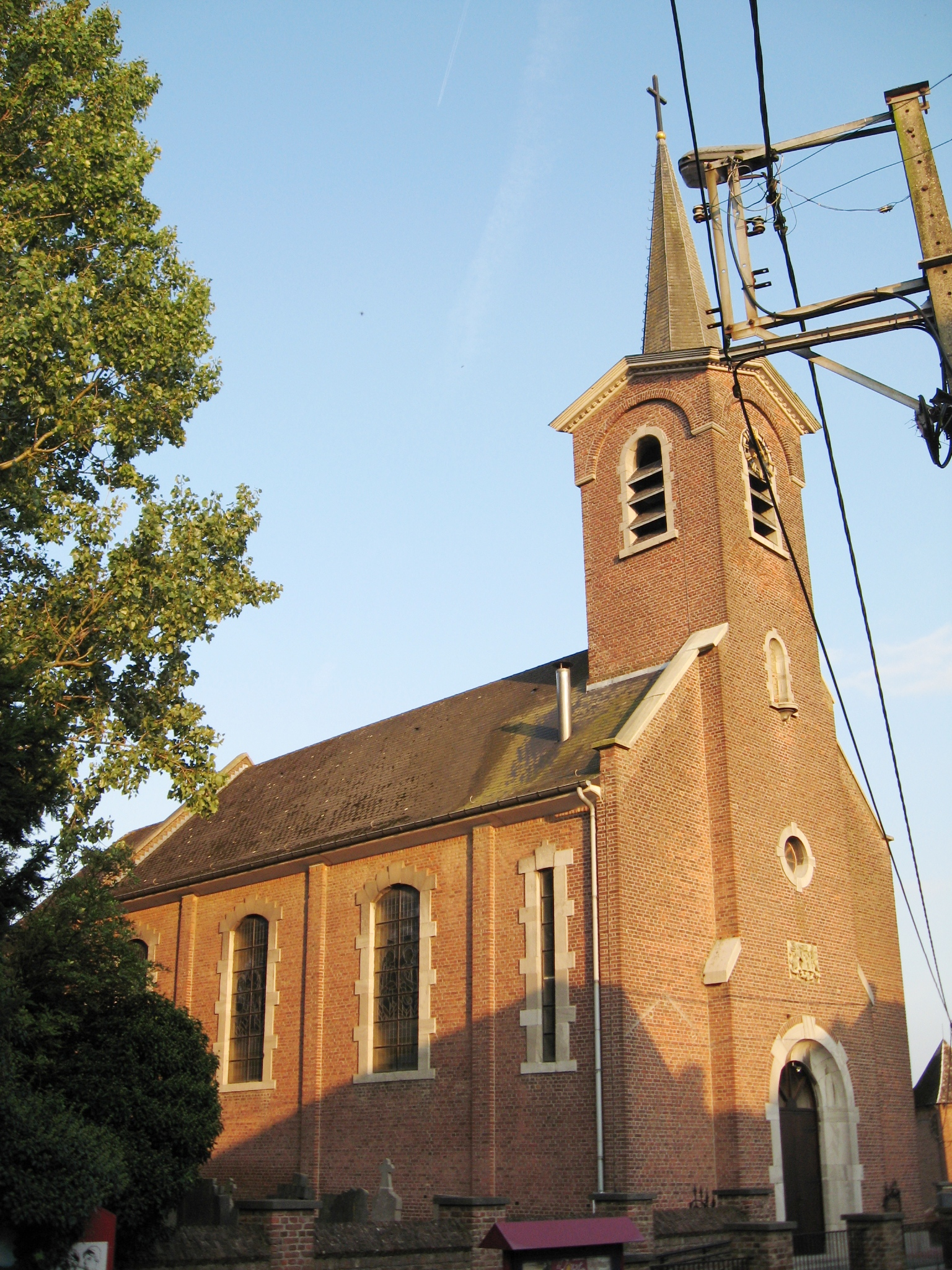
Sint-Martinuskerk
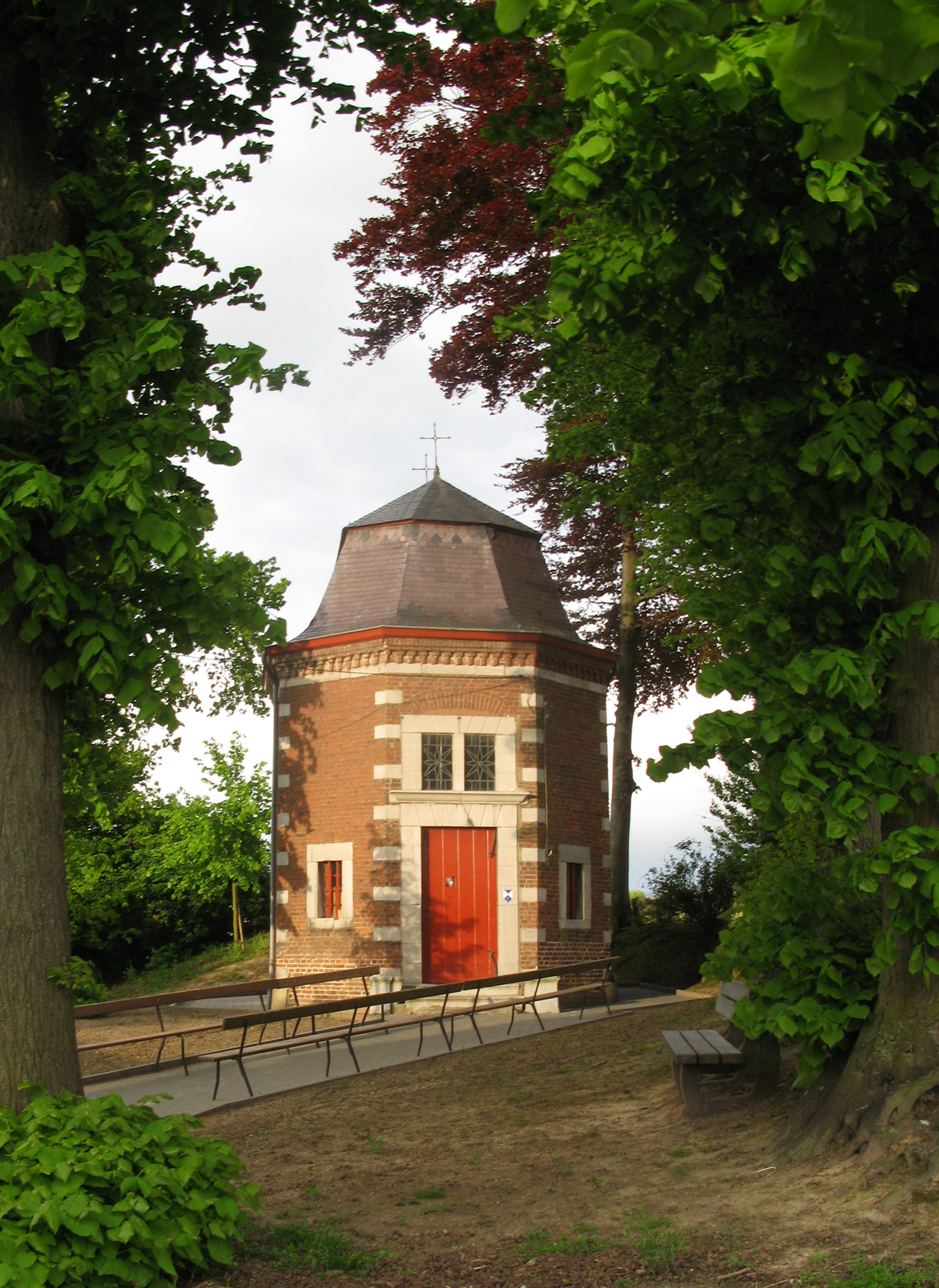
Kapel van de Bruine-Lieve-Vrouw
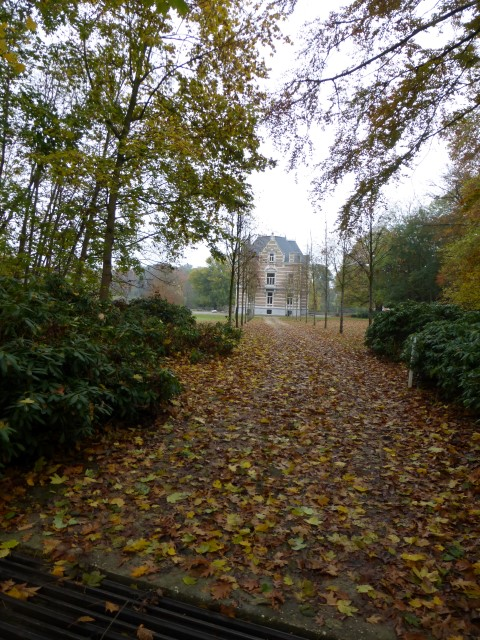
Kasteel van Kerkom
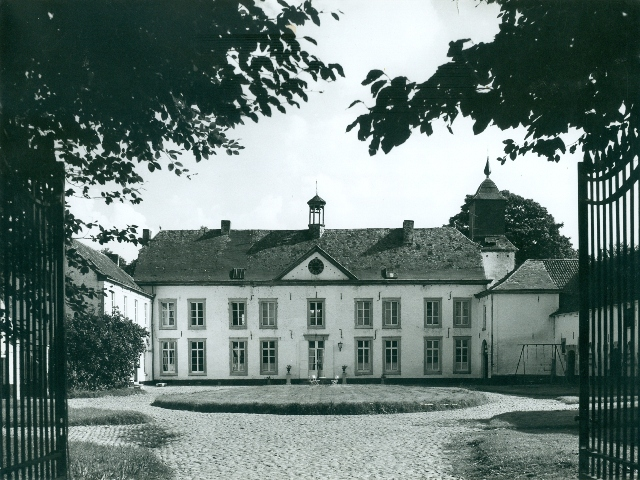
Wit Kasteel
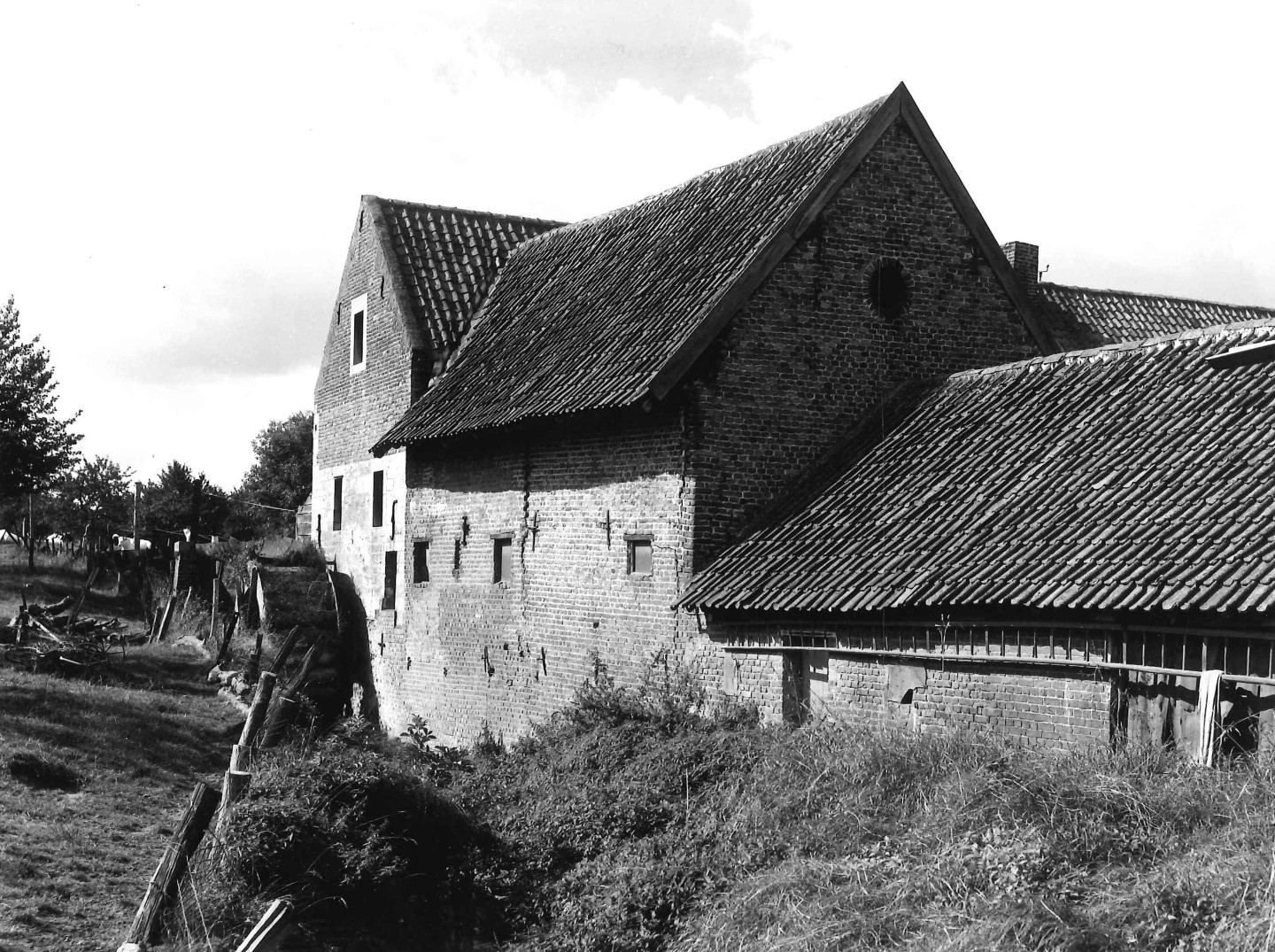
Dorpsmolen van Kerkom
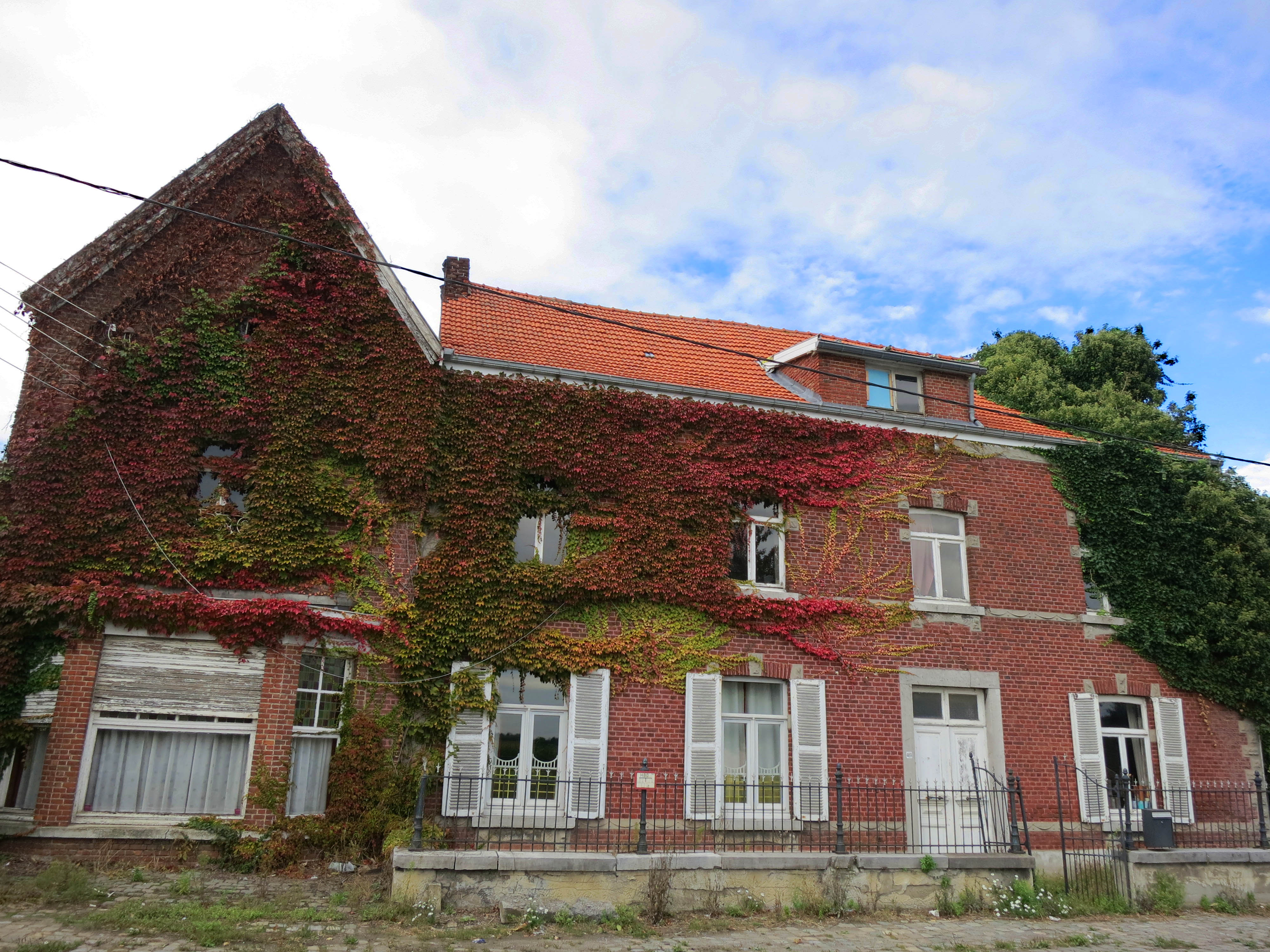
Brouwerij Kerkom

## Natuur en landschap
Kerkom-bij-Sint-Truiden ligt in Droog-Haspengouw, in de vallei van de Cicindria of Molenbeek. De hoogte bedraagt ongeveer 75 meter en loopt naar het noorden op tot 103 meter op de Steenberg. Grootschalige landbouw en vooral fruitteelt wordt op de vruchtbare leemgrond bedreven. Ten noorden van Kerkom vindt men het terrein van de voormalige Vliegbasis Brustem, tegenwoordig een regionaal vliegveld.
Tot Kerkom behoren de buurtschappen Heusden, Keelbergh en Op den Berg. Vooral Heusden had vroeger betrekkelijk veel inwoners.

## Demografische evolutie
- Bronnen:NIS - Opm:1831 t/m 1970=volkstellingen

## Nabijgelegen kernen
Aalst, Mielen-boven-Aalst, Muizen, Velm, Gingelom, Engelmanshoven, Brustem
Deelgemeenten: Aalst · Brustem · Duras · Engelmanshoven · Gelinden · Gorsem · Groot-Gelmen · Halmaal · Kerkom-bij-Sint-Truiden · Ordingen · Runkelen · Sint-Truiden · Velm · Wilderen · Zepperen

Overige kernen: Bevingen · Kortenbos · Melveren · Metsteren · Senselberg

Belgische gemeenten · Arrondissement Hasselt · Limburg · Vlaanderen